# Il nostro amore (Giordana Angi)
Il nostro amore è un singolo della cantautrice italiana Giordana Angi, in collaborazione con il cantautore britannico Sting, pubblicato il 6 dicembre 2024 come secondo estratto dal quarto album in studio She's so Great.

## Descrizione
Il brano, scritto dalla stessa cantautrice con Sting e Martin Kierszenbaum, è prodotto da Antonio Iammarino e già incluso come quinta traccia dell'album She's so Great, uscito il 24 maggio 2024.

## Video musicale
Il video musicale, diretto da Fabrizio Cestari, è stato pubblicato in concomitanza all'uscita del brano attraverso il canale YouTube della cantautrice.

## Tracce
Testi e musiche di Giordana Angi, Gordon Matthew Sumner e Martin Kierszenbaum.
1. Il nostro amore (feat. Sting) – 3:35

## Formazione
- Giordana Angi – voce
- Sting – voce
- Antonio Iammarino – batteria, pianoforte, tastiere, produzione
- Tony Lake – ingegneria